# Acinipe tubericollis
Acinipe tubericollis är en insektsart som beskrevs av Werner 1932. Acinipe tubericollis ingår i släktet Acinipe och familjen Pamphagidae. Inga underarter finns listade i Catalogue of Life.